# Extinct Birds

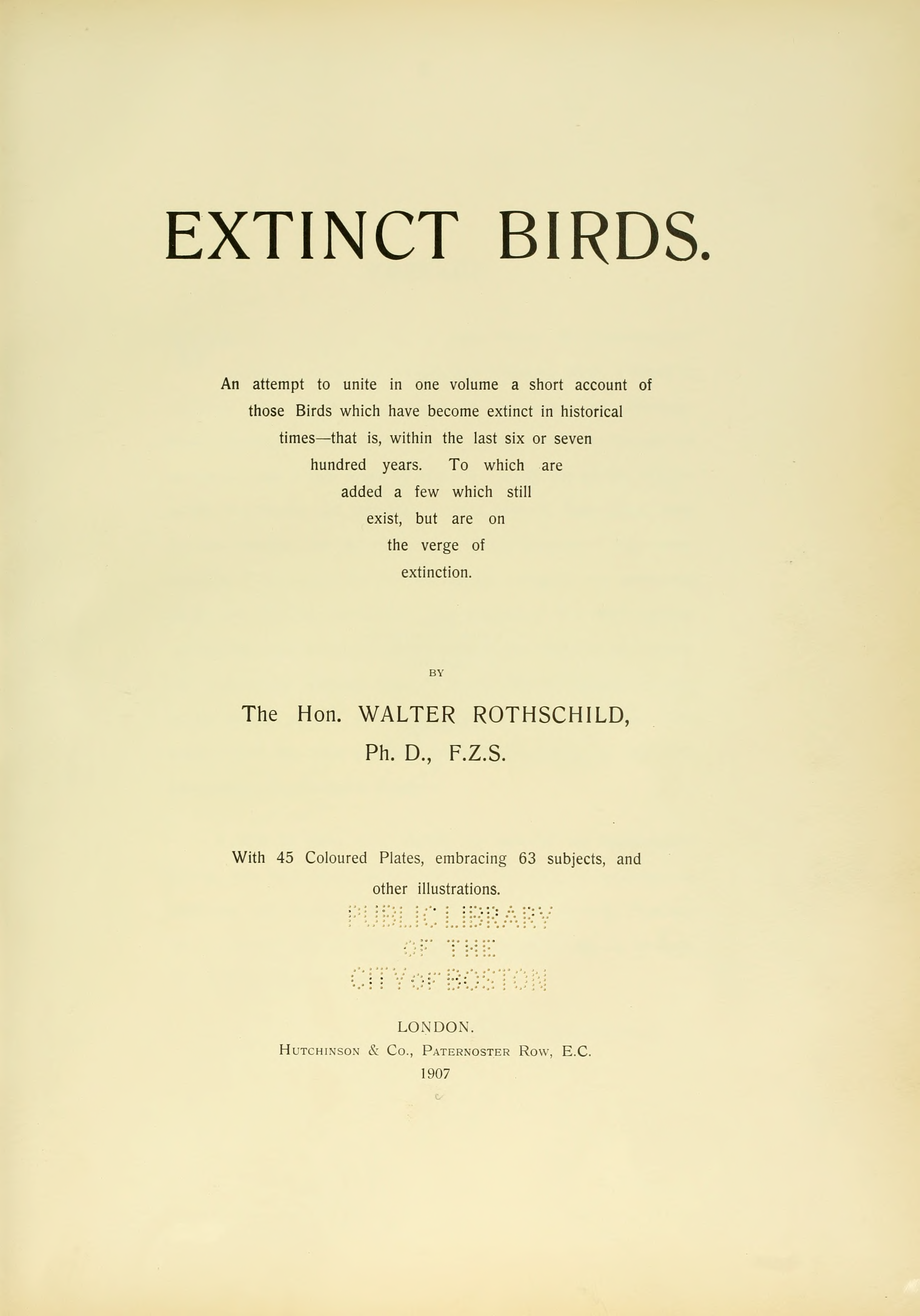

Extinct birds é um livro escrito por Walter Rothschild, que abrange aves globalmente extintas e raras, bem como espécies hipotéticas extintas que incluem táxons cuja existência só é baseada em relatórios escritos ou orais, ou em pinturas. Os relatos dos táxons de aves extintos baseiam-se na conferência de Rothschild On extinct and vanishing birds publicado nos Anais do 4º Congresso de Ornitologia Internacional de 1905, realizado em Londres.
O nome completo do livro é "Extinct birds. An attempt to unite in one volume a short account of those Birds which have become extinct in historical times—that is, within the last six or seven hundred years. To which are added a few which still exist, but are on the verge of extinction".
Autores posteriores, como Errol Fuller foram influenciados por esta obra de referência de Rothschild. Fuller publicou um livro de mesmo nome em 1987, com um prefácio escrito por Miriam Rothschild e placas de cor também utilizados a partir de trabalho de Rothschild.
Apenas 300 cópias foram publicadas em 1907 pela Hutchinson and Co., em Londres. Todas as cópias foram registradas e assinadas pessoalmente por Rothschild.